# آلن راسکو
جان آلبرت راسکو (انگلیسی: John Albert Rascoe) با نام هنری آلن راسکو (انگلیسی: Alan Roscoe؛ ‏ ۲۳ اوت ۱۸۸۶ – ۸ مارس ۱۹۳۳) بازیگر اهل ایالات متحده آمریکا بود
وی طی سال‌های ۱۹۱۵ تا ۱۹۳۳ میلادی، در ۱۰۸ فیلم سینمایی بازی کرد.

## فیلم‌شناسی
از فیلم‌هایی که وی در آن نقش داشته است، می‌توان به تحت هر شرایطی و پرواز اشاره کرد.